# كيلي غريغ
كيلي غريغ (بالإنجليزية: Kelly Gregg)‏ هو لاعب كرة قدم أمريكية أمريكي، ولد في 1 نوفمبر 1976 في ويتشيتا في الولايات المتحدة.

## وصلات خارجية
- كيلي غريغ على موقع مرجع كرة القدم المحترفة.كوم (الإنجليزية)